# Martin Hačecký
Martin Hačecký (* 24. Juli 1988) ist ein ehemaliger tschechischer Bahn- und Straßenradrennfahrer.

## Werdegang
Martin Hačecký konnte 2006 die Gesamtwertung der Juniorenausgabe der Internationalen Friedensfahrt für sich entscheiden. Außerdem wurde er 2006 tschechischer Meister im Einzelzeitfahren der Juniorenklasse.
Im Erwachsenenbereich fuhr Hačecký auf der Straße für verschiedene Continental Teams. Bei Prag–Karlovy Vary–Prag belegte er 2007 den 3. Platz und 2010 den 8. Platz. Im Jahr 2012 gewann er mit dem Eintagesrennen Grand Prix Královéhradeckého Kraje seinen ersten internationalen Wettbewerb auf der Straße. Vermutlich fuhr er 2015 bzw. 2016 für das Team Maloja Pushbikers, aber es konnten keine gesicherten Quellen gefunden werden. 2016 gewann er für das Team das Rennen VC Popelína. Heute ist Martin Hačecký als Fernseh-Kommentator und Unterstützer von Benefiz-Radsportprojekten tätig.
Auf der Bahn gewann Martin Hačecký 2007 gemeinsam mit seinem Bruder Vojtech den UIV Cup in Zürich. Im nächsten Jahr waren die beiden beim UIV Cup in Fiorenzuola erfolgreich. Außerdem belegten sie in Prostějov den dritten Platz bei der tschechischen Bahnradmeisterschaft im Madison. Im Jahr 2008 wurde er tschechischer Meister im Scratch.

## Erfolge
2006
- Tschechischer Meister – Einzelzeitfahren (Junioren)

2007
- UIV Cup Zürich (mit Vojtech Hačecký)

2008
- UIV Cup Fiorenzuola (mit Vojtech Hačecký)
- Tschechischer Meister – Scratch

2012
- Grand Prix Královéhradeckého Kraje

2016
- VC Popelína